# Quỳnh Hoàng
Quỳnh Hoàng là một xã thuộc huyện Quỳnh Phụ, tỉnh Thái Bình, Việt Nam.
Ngày 18 tháng 12 năm 1976, Hợp nhất 2 xã Quỳnh Lưu và Quỳnh Thái thành xã Quỳnh Hoàng
Xã có diện tích 7,72 km², dân số năm 1999 là 9796 người, mật độ dân số đạt 1269 người/km².